# Campionati del mondo di atletica leggera 1987 - Staffetta 4×400 metri maschile
Le gare della staffetta 4×400 metri maschile dei Campionati del mondo di atletica leggera 1987 si sono svolte tra il 5 e il 6 settembre.

## Podio
| Pos.    | Nazionalità                                                                                            | Prestazione |
| ------- | --- | ----------- |
| Oro     | Stati Uniti Danny Everett, Roddie Haley, Antonio McKay, Butch Reynolds, Michael Franks, Raymond Pierre | 2'57"29     |
| Argento | Regno Unito Derek Redmond, Kriss Akabusi, Roger Black, Philip Brown, Todd Bennett, Mark Thomas         | 2'58"86     |
| Bronzo  | Cuba Leandro Peñalver, Agustin Pavó, Lázaro Martínez, Roberto Hernández                                | 2'59"16     |

## Situazione pre-gara

### Record
Prima di questa competizione, il record del mondo (RM) e il record dei campionati (RC) erano i seguenti:
| Record                | Prestazione | Nazione                                                                               | Data                                       | Competizione         |
| --------------------- | ----------- | ------------------------------------------------------------------------------------- | ------------------------------------------ | -------------------- |
| Record mondiale       | 2'56"16     | Stati Uniti Vince Matthews, Ronald Freeman, Larry James, Lee Evans                    | 20 ottobre 1968 Città del Messico, Messico | Giochi olimpici 1968 |
| Record dei campionati | 3'00"79     | Unione Sovietica Sergej Lovačëv, Aleksandr Troščilo, Nikolaj Černeckij, Viktor Markin | 14 agosto 1983 Helsinki, Finlandia         | Mondiale 1983        |

### Campioni in carica
I campioni in carica a livello olimpico e mondiale erano:
| Campione | Nazione                                                                               | Prestazione | Data                                    | Competizione         |
| -------- | ------------------------------------------------------------------------------------- | ----------- | --------------------------------------- | -------------------- |
| Olimpico | Stati Uniti Sunder Nix, Ray Armstead, Alonzo Babers, Antonio McKay                    | 2'57"91     | 11 agosto 1984 Los Angeles, Stati Uniti | Giochi olimpici 1984 |
| Mondiale | Unione Sovietica Sergej Lovačëv, Aleksandr Troščilo, Nikolaj Černeckij, Viktor Markin | 3'00"79     | 14 agosto 1983 Helsinki, Finlandia      | Mondiale 1983        |

### La stagione
Prima di questa gara, gli atleti con le migliori tre prestazioni dell'anno erano:
| Pos. | Nazione                                                                  | Prestazione | Data                                     |
| ---- | ------------------------------------------------------------------------ | ----------- | ---------------------------------------- |
| 1    | Stati Uniti Mark Rowe, Kevin Robinzine, Raymond Pierre, Roddie Haley     | 2'59"54     | 16 agosto 1987 Indianapolis, Stati Uniti |
| 2    | Cuba Leandro Peñalver, Augustín Pavó, Lázaro Martínez, Roberto Hernández | 2'59"54     | 16 agosto 1987 Indianapolis, Stati Uniti |
| 3    | Nigeria Moses Ugbisie, Joseph Falaye, Henry Amike, Innocent Egbunike     | 3'00"55     | 12 agosto 1987 Nairobi, Kenya            |

## Risultati[4][5]

### Turni eliminatori
| 3 Batterie   | 5 settembre | 22 staffette | Si qualificano le prime 4 staffette (Q) + i 4 migliori tempi (q). |
| 2 Semifinali | 5 settembre | 8 + 8        | Si qualificano i primi 4 (Q).                                     |
| Finale       | 6 settembre | 8 staffette  |                                                                   |

### Batterie
Sabato 5 settembre 1987
| Pos | Nazione        | Atleti                                                                 | Tempo   | Note |
| --- | -------------- | ---------------------------------------------------------------------- | ------- | ---- |
| 1   | Stati Uniti    | Danny Everett, Michael Franks, Raymond Pierre, Antonio McKay           | 3'03"00 | Q    |
| 2   | Germania Est   | Mathias Schersing, Michael Schimmer, Jens Carlowitz, Thomas Schönlebe  | 3'03"57 | Q    |
| 3   | Jugoslavia     | Branislav Karaulić, Slobodan Popović, Slobodan Branković, Ismail Mačev | 3'03"89 | Q    |
| 4   | Nigeria        | Moses Ugbisie, Joseph Falaye, Henry Amike, Innocent Egbunike           | 3'03"90 | Q    |
| 5   | Canada         | André Smith, Courtney Brown, John Graham, Anton Skerritt               | 3'04"08 | q    |
| 6   | Spagna         | Cayetano Cornet, Antonio Sánchez, José Alonso, Angel Heras             | 3'05"02 | q    |
| 7   | Costa d'Avorio | Akissi Kpidi, Zongo Kuyo, Djedjemel Anatole, René Mélédjé              | 3'05"34 |      |
| 8   | Irlanda        | Kieran Finn, Gerry Delaney, John Barry, Peter Sinclair                 | 3'07"18 |      |

| Pos | Nazione          | Atleti                                                                   | Tempo   | Note  |
| --- | ---------------- | ------------------------------------------------------------------------ | ------- | ----- |
| 1   | Kenya            | Joseph Sainah, Elijah Bitok, Tito Sawe, John Anzrah                      | 3'02"32 | Q     |
| 2   | Cuba             | Leandro Peñalver, Agustin Pavó, Lázaro Martínez, Roberto Hernández       | 3'02"62 | Q     |
| 3   | Unione Sovietica | Arkadij Kornilov, Evgenij Lomtev, Vladimir Prosin, Aleksandr Kuročkin    | 3'02"79 | Q     |
| 4   | Giamaica         | Mark Senior, Devon Morris, Winthrop Graham, Bert Cameron                 | 3'05"11 | Q     |
| 5   | Cecoslovacchia   | Jindřich Roun, Stanislav Návesňák, Jozef Kucej, Ľuboš Balošák            | 3'05"44 |       |
| 6   | Brasile          | Washington Rodrigues, Sérgio Menezes, Gerson A. Souza, José Luíz Barbosa | 3'05"64 |       |
| 7   | Argentina        | Fabián Garbolino, Dardo Angerami, Luis Antonio Migueles, José Beduino    | 3'12"96 | [ 6 ] |

| Pos | Nazione        | Atleti                                                            | Tempo   | Note |
| --- | -------------- | ----------------------------------------------------------------- | ------- | ---- |
| 1   | Regno Unito    | Mark Thomas, Kriss Akabusi, Todd Bennett, Philip Brown            | 3'03"75 | Q    |
| 2   | Giappone       | Koichi Konakatomi, Kenji Yamauchi, Hiromi Kawasumi, Susumu Takano | 3'03"86 | Q    |
| 3   | Germania Ovest | Peter Schwelm, Mark Henrich, Klaus Just, Edgar Itt                | 3'03"87 | Q    |
| 4   | Australia      | Robert Stone, Gary Minihan, Peter Stubbs, Darren Clark            | 3'04"22 | Q    |
| 5   | Italia         | Marcello Pantone, Vito Petrella, Andrea Montanari, Roberto Ribaud | 3'04"64 | q    |
| 6   | Francia        | Aldo Canti, Jean-Jacques Boussemart, Patrick Barré, Yann Quentrec | 3'04"64 | q    |
| 7   | Taipei cinese  | Kuang-Liang Lin, Ruo-Ta Hsu, Shiun-Long Lee, Tsai-Tien Lin        | 3'11"45 |      |

### Semifinali
Sabato 5 settembre 1987
| Pos | Nazione          | Atleti                                                                | Tempo   | Note |
| --- | ---------------- | --------------------------------------------------------------------- | ------- | ---- |
| 1   | Cuba             | Leandro Peñalver, Agustin Pavó, Lázaro Martínez, Roberto Hernández    | 3'00"99 | Q    |
| 2   | Regno Unito      | Mark Thomas, Kriss Akabusi, Todd Bennett, Philip Brown                | 3'01"47 | Q    |
| 3   | Unione Sovietica | Arkadij Kornilov, Evgenij Lomtev, Vladimir Prosin, Aleksandr Kuročkin | 3'01"61 | Q    |
| 4   | Nigeria          | Moses Ugbisie, Joseph Falaye, Henry Amike, Innocent Egbunike          | 3'01"92 | Q    |
| 5   | Canada           | André Smith, Courtney Brown, John Graham, Anton Skerritt              | 3'02"90 |      |
| 6   | Francia          | Aldo Canti, Jean-Jacques Boussemart, Patrick Barré, Yann Quentrec     | 3'03"41 |      |
| 7   | Giappone         | Koichi Konakatomi, Kenji Yamauchi, Hiromi Kawasumi, Susumu Takano     | 3'04"86 |      |
| 8   | Spagna           | Cayetano Cornet, Antonio Sánchez, José Alonso, Angel Heras            | 3'06"41 |      |

| Pos | Nazione        | Atleti                                                                 | Tempo   | Note             |
| --- | -------------- | ---------------------------------------------------------------------- | ------- | ---------------- |
| 1   | Stati Uniti    | Danny Everett, Michael Franks, Raymond Pierre, Antonio McKay           | 2'59"06 | Q                |
| 2   | Kenya          | Joseph Sainah, Elijah Bitok, David Kitur, John Anzrah                  | 3'00"73 | Q                |
| 3   | Giamaica       | Mark Senior, Devon Morris, Winthrop Graham, Bert Cameron               | 3'01"08 | Q                |
| 4   | Germania Ovest | Peter Schwelm, Edgar Itt, Klaus Just, Mark Henrich                     | 3'01"18 | Q                |
| 5   | Jugoslavia     | Branislav Karaulić, Slobodan Popović, Slobodan Branković, Ismail Mačev | 3'03"30 | Record nazionale |
| 6   | Italia         | Marcello Pantone, Vito Petrella, Tiziano Gemelli, Roberto Ribaud       | 3'03"91 |                  |
| 7   | Australia      | Robert Stone, Gary Minihan, Peter Stubbs, Darren Clark                 | 3'04"59 |                  |
| 8   | Germania Est   | Jens Carlowitz, Frank Möller, Mathias Schersing, Thomas Schönlebe      | dnf     |                  |

### Finale
Domenica 6 settembre 1987
| Pos | Nazione          | Atleti                                                               | Tempo   | Note                  |
| --- | ---------------- | -------------------------------------------------------------------- | ------- | --------------------- |
|     | Stati Uniti      | Danny Everett, Roddie Haley, Antonio McKay, Harry Reynolds           | 2'57"29 | Record dei campionati |
|     | Regno Unito      | Derek Redmond, Kriss Akabusi, Roger Black, Philip Brown              | 2'58"86 | Record europeo        |
|     | Cuba             | Leandro Peñalver, Agustin Pavó, Lázaro Martínez, Roberto Hernández   | 2'59"16 | Record nazionale      |
| 4   | Germania Ovest   | Norbert Dobeleit, Mark Henrich, Edgar Itt, Harald Schmid             | 2'59"96 | Record nazionale      |
| 5   | Kenya            | Joseph Sainah, John Anzrah, Elijah Bitok, David Kitur                | 3'01"67 |                       |
| 6   | Giamaica         | Mark Senior, Devon Morris, Winthrop Graham, Bert Cameron             | 3'04"53 |                       |
| 7   | Unione Sovietica | Evgenij Lomtev, Vladimir Prosin, Aleksandr Kuročkin, Vladimir Krylov | dnf     |                       |
| -   | Nigeria          | Moses Ugbisie, Joseph Falaye, Henry Amike, Innocent Egbunike         | dns     |                       |